# Чаклунство 11: Сестри по крові
Чаклунство 11: Сестри по крові (англ. Witchcraft XI: Sisters in Blood) — американський фільм жахів режисера Рона Форда 2000 року.

## Сюжет
Сестра подружки Вілла Спеннера вчиться в коледжі і не підозрює, що одна з її подруг-студенток є справжнісінькою відьмою.

## У ролях
- Міранда Оделл — Коллін Джордан
- Лорен Єн Річардс — Марія Фітцвотер
- Кетлін Ст. Лоуренс — Кері Берстон
- Дон Донасон — Артур Рамсден
- Джеймс Серв'є — Вілл Спаннер
- Венді Блер — Келлі Джордан
- Стефані Бітон — детектив Люсі Лутц
- Мікул Робінс — детектив Гарнер
- Джозеф Геггерті — монсеньйор Лейтон
- Марк Шеді — Брюс Майерс
- Вінні Біланкіо — Джей
- Аніта Пейдж — сестра Серафіна

## Серія
- Чаклунство / Witchcraft (1988)
- Чаклунство 2 : Спокусниця / Witchcraft II: The Temptress (1989)
- Чаклунство 3 : Поцілунок смерті / Witchcraft III: The Kiss of Death (1991)
- Чаклунство 4 : Невинне серце / Witchcraft IV: The Virgin Heart (1992)
- Чаклунство 5 : Танець з Дияволом / Witchcraft V: Dance with the Devil (1993)
- Чаклунство 6 : Коханка Диявола / Witchcraft VI: The Devil's Mistress (1994)
- Чаклунство 7 : Час розплати / Witchcraft VII: Judgement Hour (1995)
- Чаклунство 8 : Привид Салема / Witchcraft VIII: Salem's Ghost (1996)
- Чаклунство 9 : Гірка плоть / Witchcraft IX: Bitter Flesh (1997)
- Чаклунство 10 : Повелителька / Witchcraft X: Mistress of the Craft (1998)
- Чаклунство 11: Сестри по крові''' / Witchcraft XI: Sisters in Blood (2000)
- Чаклунство 12 : У лігві змія / Witchcraft XII: In the Lair of the Serpent (2002)
- Чаклунство 13: Тринадцята жертва / Witchcraft XIII: Blood of the Chosen (2008)